# Patrick O'Bryant
Patrick O'Bryant (Oskaloosa, Iowa; 20 de junio de 1986) es un exjugador de baloncesto estadounidense-centroafricano que disputó 12 temporadas como profesional, 4 de ellas en la NBA. Mide 2,13 metros y jugaba de pívot.

## Carrera

### Universidad
O'Bryant jugó durante dos años en los Braves de la Universidad de Bradley, y en su último año llevó a su equipo a los octavos de final del torneo de la NCAA, donde finalmente perdieron ante la Universidad de Memphis.

### Profesional

#### NBA
Fue elegido en la primera ronda del Draft de la NBA de 2006, en la novena posición, por los Golden State Warriors. Una lesión  en su pie derecho le hizo perderse seis semanas de pretemporada, por lo que su rendimiento se resintió en sus primeros partidos. Su entrenador, Don Nelson, optó por enviarle durante un par de meses al equipo de la NBA Development League de los Bakersfield Jam, para que consiguiera coger el ritmo de competición, siendo repescado en febrero.
En su primera temporada solo jugó 16 partidos de liga, promediando 1,9 puntos y 1,3 rebotes por partido. El 16 de julio de 2008 firmó con Boston Celtics un contrato de 2 años por 3 millones de dólares.
El 19 de febrero de 2009 fue traspasado a Toronto Raptors a cambio de Will Solomon.

#### Asia
En 2010 firma con el Fujian Xunxing de la liga china.

#### Europa
En 2011 el EK Kavala griego, anuncia la llegada del pívot, que comenzará su primera experiencia en el Viejo Continente.

#### Puerto Rico
En 2012 firma con los Indios de Mayagüez de la BSN donde consigue el título liguero.

#### Taiwán
En noviembre de 2013, firma con los Taiwan Beer de la Super Basketball League (liga de Taiwán). 
El 24 de abril de 2016, gana la liga y el MVP de las finales.

#### BIG 3
El 5 de mayo de 2018, firma un contrato para jugar en la liga BIG3.

#### Canadá
El 27 de octubre de 2018, firma con los London Lightning de la Liga Nacional de Baloncesto de Canadá.

### Selección nacional
Tiene pasaporte Centroafricano, por lo que disputó con la selección absoluta centroafricana el AfroBasket 2013.

## Estadísticas de su carrera en la NBA

### Temporada regular
| Año     | Equipo       | PJ | PT | MPP  | %TC  | %3P  | %TL  | RPP | APP | ROB | TPP | PPP |
| ------- | ------------ | -- | -- | ---- | ---- | ---- | ---- | --- | --- | --- | --- | --- |
| 2006–07 | Golden State | 16 | 0  | 7.4  | .313 | .000 | .647 | 1.3 | .6  | .4  | .5  | 1.9 |
| 2007–08 | Golden State | 24 | 0  | 4.1  | .552 | .000 | .600 | 1.2 | .2  | .2  | .4  | 1.5 |
| 2008–09 | Boston       | 26 | 0  | 4.2  | .516 | .000 | .667 | 1.3 | .3  | .1  | .3  | 1.5 |
| 2008–09 | Toronto      | 13 | 3  | 11.3 | .547 | .000 | .375 | 2.5 | .2  | .2  | .9  | 4.7 |
| 2009–10 | Toronto      | 11 | 0  | 4.6  | .533 | .000 | .500 | 1.0 | .1  | .2  | .4  | 1.7 |
| Total   | Total        | 90 | 3  | 5.8  | .494 | .000 | .583 | 1.4 | .3  | .2  | .4  | 2.1 |